# Sjung om Jesu underbara kärlek
Sjung om Jesu underbara kärlek är en sång med text av Eliza Edmunds Hewitt och musik av Jennie Bain Wilson. 1945 bearbetades sången av David Wickberg, vars text är upphovsrättsligt skyddad.

## Publicerad i
- Frälsningsarméns sångbok 1929 som nr 489 under rubriken "De yttersta tingen och himmelen".
- Musik till Frälsningsarméns sångbok 1930 som nr 489.
- Frälsningsarméns sångbok 1968 som nr 343 under rubriken "Jubel och tacksägelse".
- Frälsningsarméns sångbok 1990 som nr 707 under rubriken "Framtiden och hoppet".